# Günther Weisenborn
Günther Weisenborn (Velbert, Renânia do Norte-Vestfália, 10 de julho de 1902 – Berlim Ocidental, 26 de março de 1969) foi um escritor e dramaturgo alemão.

## Biografia
Nasceu em 1902 em Velbert no seio da família de um empresário. Em 1922 - 1927 estudou filologia, medicina e filosofia nas universidades de Colônia, Bonn e Berlim. Em 1928, sua peça "Submarine S-4" foi encenada em Berlim - uma história sobre a tragédia da morte de seis marinheiros - submarinistas. Em 1930 partiu para a Argentina, onde trabalhou como agricultor, mas logo voltou para sua terra natal. Em 1931 tornou-se co-autor de Bertolt Brecht na peça "Mãe", baseada na obra de Maxim Gorky.
De 1951 a 1953 Günther Weisenborn trabalhou como dramaturgo chefe no Hamburger Kammerspiele e em 1953 publicou o livro Der Lautlose Aufstand, o primeiro relatório documental abrangente sobre a resistência alemã. 
Durante a Segunda Guerra Mundial, ele foi um membro da Resistência antifascista, junto com sua esposa Joy Weisenborn, ele era um membro do grupo underground "Red Chapel". Em 1942 foi detido pela Gestapo, condenado à morte, que foi comutada para prisão. Em 1945 ele foi libertado pelo exército soviético.

## Trabalhos
- U-Boot S4, drama (1928)
- Barbaren, romance (1931)

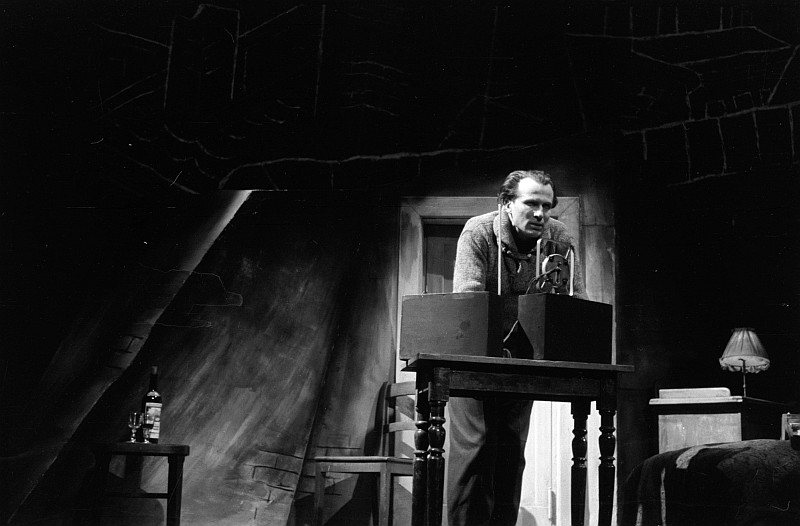
Die Illegalen estreou em 21 de março de 1946 no Teatro Hebbel de Berlim. (Na foto: Ernst Wilhelm Borchert)

- Die Neuberin, peça (1934), com Eberhard Keindorff
- Das Mädchen von Fanö, romance (1935); filme (1941)
- Die Furie, romance (1937)
- Ahnung, poem (1942), escrito em Zuchthaus Moabit
- Die Illegalen, drama de sobre a Resistência Alemã (1946)
- Die Aussage, conto (1947)
- Vorrede für die Nachgeborenen (1947)
- Memorial, autobiografia (1948)
- Zwei Männer (1949, publicado em Tausend Gramm, editado por Wolfgang Weyrauch
- Drei ehrenwerte Herren (1951)
- Der lautlose Aufstand (1953), sobre a Resistência Alemã, com base em materiais coletados por Ricarda Huch; segunda edição duplicada e ampliada (1954); Edição francesa: Une Allemagne contre Hitler (2000)
- Der dritte Blick (1956)
- Der Verfolger (1961)
- Am Yangtse steht ein Riese auf. Notizbuch aus China (1961)
- Der gespaltene Horizont. Niederschriften eines Außenseiters (1965)
- Ein gleichgültiger Mittwoch (1967)
- Wenn wir endlich frei sind: Briefe, Lieder, Kassiber 1942–1943, escrito com sua esposa, Joy Weisenborn (2008)